# Vladislava Hujová
Vladislava Hujová (* 26. července 1963 Ústí nad Labem) je česká politička a ekonomka, v letech 2014 až 2018 zastupitelka hlavního města Prahy, v letech 2010 až 2018 starostka městské části Praha 3, bývalá členka TOP 09. Je členkou správní rady Vysoké školy ekonomické v Praze.
Vystudovala VŠE v Praze, obor ekonomicko-matematické výpočty. Po ukončení studia pracovala v letech 1986–1990 v Bytovém podniku Praha 3 jako systémová inženýrka. Od počátku devadesátých let do roku 2011 podnikala v oboru ekonomického a organizačního poradenství. Před vstupem do TOP 09 v roce 2009 nebyla členkou žádné politické strany.
V roce 2010 byla za stranu TOP 09 zvolena do Zastupitelstva městské části Praha 3, kde byla zastupiteli zvolena do funkce starostky. V září 2013 se stala místopředsedkyní pražské organizace TOP 09.
V komunálních volbách v roce 2014 obhájila za TOP 09 mandát zastupitelky MČ Praha 3. Zároveň byla zvolena do Zastupitelstva hlavního města Prahy.
V květnu 2018 oznámila odchod z TOP 09 kvůli neshodám se svými spolustraníky. Dne 12. června 2018 byla odvolána z funkce starostky městské části Praha 3, v tajné volbě ji sesadilo 32 zastupitelů z 35 možných. Jejím nástupcem se stal Alexander Bellu.
Ve volbách do Senátu PČR v roce 2018 kandidovala jako nestraník za hnutí Pro Prahu (HPP) v obvodu č. 26 – Praha 2. Se ziskem 4,43 % hlasů skončila na 7. místě.
Jako nestranička za hnutí Pro Prahu (HPP) kandidovala na kandidátce subjektu s názvem „STAROSTOVÉ PRO PRAHU“ také v komunálních volbách v roce 2018 do Zastupitelstva hlavního města Prahy, ale neuspěla a mandát zastupitelky tak neobhájila. Neuspěla ani na Praze 3, kde vedla jako nezávislá kandidátku subjektu s názvem „STAROSTOVÉ PRO PRAHU“ (tj. nezávislí kandidáti a hnutí HPP).